# Cesare Bernieri
Cesare Bernieri (né à Turin, mort dans la même ville après 1887) est un patriote, peintre et photographe italien du XIXe siècle.

## Biographie
Il existe peu d'informations sur la vie de ce patriote turinois, ami de Giuseppe Garibaldi et  disciple de Giuseppe Mazzini. 
Émigré pour des raisons politiques à Londres le 28 février 1859, Cesare Bernieri signe le manifeste « mazzinien » Pensée et Action adressé aux Italiens afin d'« initier le peuple à la lutte  au nom et pour le compte de la Nation ». Parmi les différents signataires, on trouve Aurelio Saffi, Francesco Crispi,  Rosalino Pilo et Antonio Mosto.
Il participe dans les rangs des chasseurs des Alpes à la seconde guerre d'indépendance de 1859  et en 1860, il suit Garibaldi avec le grade de major dans la campagne l'Italie méridionale.
Le 30 avril 1860, il est promu « maître » de la loge maçonnique Dante Alighieri de Turin à laquelle sont affiliés Giuseppe Avezzana et Giuseppe Garibaldi . 
Les 28 et 29 mars 1861, il participe au voyage à Caprera chez Giuseppe Garibaldi organisé par l'écrivain Franco Mistrali afin d'inviter le héros à reprendre la lutte pour l'unité italienne. Parmi la trentaine de participants, on trouve Carlo Comaschi, Luigi Cingia, Antonio Frigerio, Faustino Tanara et Adolfo Wolf. Bernieri lit le discours qui présente à Garibaldi les personnes présentes qui se partagent en trois catégories, des représentants des associations de travailleurs, des volontaires de l'armée méridionales et de simples citoyens.
Avec le déclenchement de la troisième guerre d'Indépendance de 1866, Bernieri est nommé major commandant 4e bataillon du 2e régiment de volontaires italiens commandé par le lieutenant-colonel Pietro Spinazzi. Il opère à Cima Rest de Magasa à la tête d'une colonne de garibaldiens lors du siège du fort Ampola et, par la suite, il prend part à la libération de Campi, le petit hameau de Riva del Garda. À la fin de la guerre, il est décoré avec une mention  « onorevole » pour « les activités et le zèle dont il a fait preuve au cours de la campagne ».
En 1867 il suit de nouveau Garibaldi au cours de la campagne de l'Agro Romano. Il combat lors de la bataille de Mentana comme commandant du 20e bataillon dans la 6e colonne commandée par Augusto Elia.
Il est passionné d'échecs et il organise des tournois nationaux.

## Le photographe de Garibaldi, Mazzini, du roi et de la reine
Claudia Cassio qui a réalisé une étude approfondie sur l'activité de photographes piémontais XIXe siècle nous donne des informations intéressantes. 
Les premières informations documentés du travail des frères datent de 1853 dans un article de la Gazzetta Piemontese. Cesare est un professionnel reconnu à l'échelle internationale pour les portraits et en 1850-1851 il réalise une peinture à l'huile de Victor-Emmanuel II de Savoie dans un ovale.
En novembre 1861 il ouvre avec son frère Luigi, un studio de photographie à Turin, au numéro 8 de la via Rocca, Giuseppe Garibaldi  est présent à l'inauguration et, pour l'occasion, Cesare réalise son portrait. Précédemment, Cesare avait été miniaturiste et directeur d'un studio à Londres où il avait fréquenté assidûment Giuseppe Mazzini et d'autres patriotes qui s'y étaient réfugiés. Il perfectionna son art du portrait à Londres en tant que directeur d'un studio photographie de la reine Victoria.
Parmi les plus célèbres personnages dont il réalise le portrait, on trouve le prince Oscar II de Suède et de Norvège, Maria Pia de Savoie, fille de Victor-Emmanuel II et le roi Louis de Portugal avant leur mariage, et enfin de Giuseppe Mazzini. Les patriotes italiens comme Francesco Dall'Ongaro, Rosalino Pilo et Carlo Buffa comte de Pannero ou le compositeur Giorgio Miceli fréquentent le studio Bernieri.
En 1864 les frères Bernieri réalisent l'album de la Cour de Savoie, à cette occasion le roi Victor-Emmanuel II confère à Cesare le titre honorifique de chevalier du Royaume. 
En 1867 Cesare participe à l'exposition universelle de Paris où, entre autres, il présente sa réalisation composée de 20 images photographiques qui reproduisent les tableaux de Massimo d'Azeglio. L'album se compose de vingt impressions à l'albumine de grand format. 
On doit à Bernieri l'important travail de documentation du chantier pour la construction du canal Cavour.
On pense qu'il cessa son activité photographique vers 1887 parce que, cette année-là, son studio est géré par la photographe Le Liure.